# Битка код Трикамарума
Битка код Трикамарума (Битка код Трикамерона) одиграла се 15. децембра 533. године између византијске војске предвођене славним војсковођом Велизаром и вандалских снага под командом краља Гелимера и његовог брата Цацона. Ова битка је део Вандалског рата и одиграла се код Трикамарума, на тридесетак километара удаљеном од Картагине. Након велике победе византијске војске у бици, Вандалско краљевство прикључено је Византији.

## Увод
Победа у бици код Ад Децимума омогућила је Велизару да вандалску престоницу Картагину освоји без борбе. Гелимер је присиљен да се са остатком војске повуче у Була Регију, град у Нумидији, на неких стотину шездесет километара западно од Картагине. Одатле Гелимер шаље хитну поруку своме брату Цацу који је предводио поход на Сардинију и позвао њега и његове снаге да се хитно врате у Африку. У међувремену се посветио реорганизацији и прегруписању своје војске и почео је да скупља помоћ од локалних пунских и берберских племена нудећи им издашну накнаду за сваку римску главу коју положе пред њега.

## Припреме за битку
Тако се, мало по мало, поправљао Гелимаров положај и када му се Цацо са својим људима придружио почетком децембра, осетио се довољно јаким да опет нападне. Нова вандалска војска свакако није била десет пута бројнија од римске, како нам Прокопије каже да се Гелимер хвалисао пред својим људима, али је то свеједно била импресивна сила када је кренула из Буле са двојицом браће на челу и кренула путем за Картагину. Застала је само на кратко да уништи велики аквадукт који је Картагину снабдевао водом.
Иако је Велизар провео недеље после битке код Ад Децимума у ојачавању картагинских бедема, он ни у ком случају није желео да доживи опсаду, поготово што је сумњао у лојалност Хуна и других варвара под његовом командом. Они су, знао је, тајно разговарали са гласницима Гелимера који су им пренели његову понуду да, као браћа аријанци, промене страну; ако су одлучили да га издају, Велизару би више одговарало да то учине на отвореном пољу, а не у тескоби опкољеног града. И он је такође издао наређење да се маршира и вандалску војску је срео код Трикамарума, педесетак километара западно од Картагине.

## Битка
Бој је вођен 15. децембра. Римљани, са њиховом далеко надмоћнијом војском, сместа су преузели иницијативу три пута јуришајући у густе вандалске редове и у борби прса у прса која је настала код трећег јуриша, Цацо је био исечен наочиглед брата. Поновила се ситуација из битке код Картагине, Гелимер је поново застао, његови војници су почели да се повлаче видевши га неодлучна.
Као што је Велизар и претпоставио, Хуни су чекали да виде на коју ће страну битка да се окрене и тада су одлучили да се умешају. Подболи су коње и кренули у јуриш галопом и сместа вандалско повлачење претворили у бекство и покољ. Гелимер је побегао натраг у нумиђанско пространство, а његова војска наврат-нанос за њим. Овога пута био је то крај. Велизар га је пратио до града Хипа, који му је сместа отворио капије, и домогао се краљевске ризнице. Онда се са караваном вандалских заробљеника за собом и прежним колима пуним опљачканих ствари, вратио у Картагину.

## Последице
Гелимер се, мада му је било јасно да је остао без краљевства, у почетку није предао. Недељама је лутао по планинама и заклон су му пружали берберски племићи. Почетком 534. године нашао се опкољен римским снагама чији га је заповедник, Фарас Херулијан, охрабрио да се преда, уз уверавања да му Јустинијан ништа не замера, да ће према њему поступати као према краљу, што и јесте био и да ће му осигурати достојанствену и угодну старост.
Али Гелимер је и даље одбијао и затражио једино да му пошаљу сунђер, кришку хлеба и лиру, што је био захтев који је Римљане мало зачудио, све док им гласник није објаснио да Гелимару сунђер треба да опере инфицирано око, а кришка хлеба да задовољи пусту жељу за хлебом после недеља проведених једино на сељачкој проји. А кад је лира у питању, истакао је да је Гелимер све своје време проведено у скривању посветио састављању тужбалице због свих несрећа које су га снашле, па сад жели да чује како она звучи.
Није нам речено да ли је тај његов захтев услишен, али у марту месецу, после дуге и крајње непријатне зиме, краљ Вандала коначно се предао. Кад су га извели пред Велизара, сви присутни су били изненађени што се целим телом тресе од необузданог смеха. Прокопије нам сугерише да је та радост била заједљив коментар на сујету из које ниче амбиција. Можда и јесте тако било; били су ту, међутим, присутни и други који су закључили да је неуспешни узурпатор, после све патње кроз коју је прошао, померио памећу.